# Karl Löwenberg

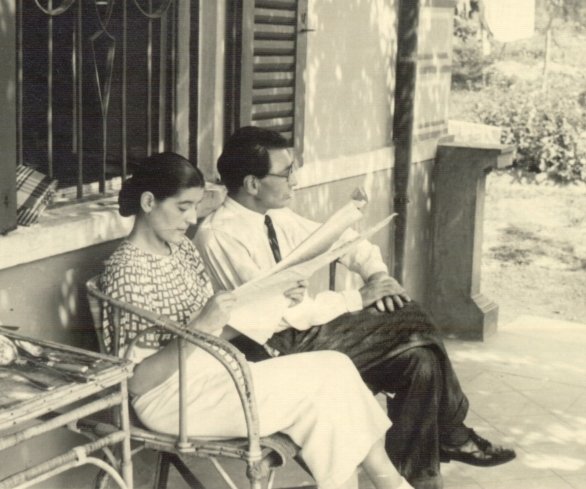
Karl Löwenberg mit seiner Ehefrau Hilde auf einer Ranch in Ecuador (vermutlich in den späten 1940er/frühen 1950er Jahren)

Karl Löwenberg (auch: Carl Loewenberg; * 21. Januar 1896 in Düsseldorf; † 14. Oktober 1975 in Hamburg) war ein deutscher Theaterregisseur. Nach der Machtergreifung durch die Nationalsozialisten 1933 erhielt er kein Engagement mehr und emigrierte. Er ging zunächst nach Italien und von dort aus 1939 weiter nach Ecuador, wo er in Quito Gründer und künstlerischer Leiter des deutschsprachigen Emigrantentheaters Kammerspiele war. Diese waren zusammen mit der Freien Deutschen Bühne in Buenos Aires und der Theatergruppe Die Komödie in Montevideo die bekanntesten deutschsprachigen Emigrantentheater in Südamerika. Karl Löwenberg kehrte in den 1950er Jahren nach Deutschland zurück und lebte zuletzt in Hamburg.

## Familie Löwenberg
Der Fabrikant Moritz Löwenberg (* 25. September 1852 in Czersk im Kreis Schwetz; – † 14. Oktober 1912 in Düsseldorf) und seine Frau Clementine (geborene Calmer, * 22. November 1865 in Düsseldorf; † 16. April 1935 in Luxemburg) waren beide Mitglieder der israelitischen Religionsgemeinschaft. Das Paar war am 29. November 1890, kurz nach der Geburt ihrer Tochter Alice, von Elberfeld kommend in Düsseldorf zugezogen. Im Adressbuch der Stadt Düsseldorf von 1893 ist Moritz Löwenberg erstmals eingetragen. Aus dem Eintrag von 1910 ergibt sich dann, dass er eine „mechanische Weberei“ betrieben hat. Fünf Jahre später, 1915, gibt es für das Unternehmen wie auch für die Privatadresse aufgrund des Todes von Moritz Löwenberg nur noch den Eintrag „Loewenberg, Moritz, Wwe., geb. Calmer, Inhab. der Firma M. Loewenberg“; ab 1920 gibt es dort keinen Einträge mehr.
Moritz und Clementine Löwenberg waren die Eltern von drei Kindern.
- Alice Löwenberg (* 25. August 1890 in Elberfeld – † 19. September 1938 in Gardone Riviera).
Sie war seit dem 17. Mai 1919 verheiratet mit dem im Bankgewerbe tätigen Kaufmann Ernst Nathan Jacobi (* 22. Juni 1885 in Berlin; am 19. Februar 1943 nach Auschwitz deportiert, wo sich seine Spur verliert).[2] Die in Berlin-Charlottenburg geschlossene Ehe, der die Tochter Marion Doria (* 22. Mai 1920 in Berlin; † 1. Dezember 1987 in Australien) entstammte, wurde 1929 geschieden.[1] Alice und ihre Tochter lebten auch nach der Scheidung weiterhin in Berlin, wo Alice bis zu ihrer Entlassung in der Geschäftsleitung der Karstadt AG in Berlin arbeitete. 1933 emigrierte sie zusammen mit ihrer Tochter nach Gardone Riviera am Gardasee und gründete dort eine Jüdische Exilschule am Gardasee.
Was Alice Jacobi bewogen hat, Gardone Riviera zum Ziel ihrer Emigration zu wählen, ist nicht bekannt. Im Meldebüro der Gemeinde Gardone Riviera liegen nur Meldedaten für Marion Jacobi vor, die beinhalten, dass sie seit dem 5. Oktober 1933 dort lebte und seit dem 31. August 1937 auch formal registriert war.[3] Da kaum davon auszugehen ist, dass die dreizehnjährige Marion ohne ihre Mutter nach Italien gereist war, hat sich vermutlich auch Alice Jacobi seit Anfang Oktober 1933 in Gardone aufgehalten. Ihr Bruder Karl und seine Familie folgten Ende 1933 oder Anfang 1934, und dessen Brief an Fritz C. Neumann[4] zeigt auch, dass er zumindest zu Beginn seine Schwester beim Aufbau ihrer Schule unterstützte.
Italien verabschiedete am 3. September 1938 ein eigenes Rassengesetz, das allen ab 1919 in Italien eingebürgerten Juden die Staatsbürgerschaft aberkannte und die Ausweisung aller nicht-italienischen Juden androhte. Damit war absehbar, dass ein Aufenthalt für die Jacobis und Löwenbergs in Italien nur noch übergangsweise möglich war. Für Alice Jacobi hatte dies allerdings keine Bedeutung mehr: sie starb am 19. September 1938 und wurde in Gardone Riviera begraben.[5] Die Löwenbergs reisten 1939 zusammen mit der inzwischen neunzehnjährigen Nichte Marion aus Italien ab. Auch hier gibt es wiederum nur eine Bestätigung für Marion Jacobi. Diese, so das Meldeamt von Gardone Riviera, habe am 21. Januar 1939 Italien mit dem Ziel New York verlassen.[3] Die Datenbank von Ellis Island verzeichnet jedoch für den nachfolgenden Zeitraum weder für Marion Jacobi noch für die Familie Löwenberg entsprechende Einträge. Zu vermuten ist, dass sie mit den Löwenbergs nach Ecuador reiste.
- Else Irma Löwenberg (* 3. Oktober 1891 in Düsseldorf; † 1961 in Genf)
Sie war seit dem 12. Februar 1913 mit dem jüdischen Kaufmann Georg Loewy (* 20. Mai 1882 in Culm; † 9. April 1976 in Genf) verheiratet, der am 22. Juli 1909 aus Berlin kommend in Düsseldorf zugezogen war. Über Elses schulischen oder beruflichen Background ist nichts bekannt. Ihr Mann war von 1909 bis 1922 Reklameleiter und Chefdekorateur im Düsseldorfer Warenhaus Tietz, von 1922 bis Ende 1931 Geschäftsführer einer Firma in Dortmund und danach bei einem Düsseldorfer Unternehmen für Warenhaus- und Geschäftseinrichtungen.[6]
Das Ehepaar Loewy, das sich am 23. April 1924 nach Dortmund abgemeldet hatte, hatte zwei Kinder: Lieselotte Ruth Loewy (* 21. November 1919 in Düsseldorf) und Hans (Jean) Maurice (* 7. April 1925 in Dortmund). Die Familie emigrierte 1933 nach Luxemburg, wo Georg Loewy eine eigene Firma gründete. Am 18. Juli 1939 verlegten sie ihren Wohnsitz nach Paris, doch nach dem Ausbruch des Zweiten Weltkriegs wurden sie als Enemy Aliens in unterschiedlichen französischen Internierungslagern festgehalten. Im Juni 1940 konnten sie fliehen; sie versteckten sich zunächst in Annecy, bevor im Oktober 1942 Else, Georg und Sohn Jean die Flucht in die Schweiz gelang, wo sie sich in Genf niederließen. Tochter Lieselotte Loewy war in Paris geblieben und lebte später in Enghien-les-Bains; sie starb am 7. August 2015. Jean Loewy wanderte im Oktober 1947 in die USA aus und gründete dort eine Familie. Else und Georg Loewy starben beide in Genf, Else 1961 und Georg 1976.[6]
- Karl Walter Löwenberg (1896–1975).

## Leben und Wirken bis 1933
Während über Karl Löwenbergs schulische und akademische Ausbildung nichts bekannt ist, gibt es verschiedene Hinweise zu seiner künstlerischen Laufbahn. Sein erstes Engagement als Regisseur und Schauspieler hatte er in der Spielzeit 1920/1921 in Bamberg. In der Spielzeit 1921/1923 wirkte er als Oberspielleiter am Theater Bonn, in der Spielzeit 1923/1924 als Regisseur und Dramaturg am Stadttheater Hamburg und in der Spielzeit 1924/1925 als Oberspielleiter und Dramaturg am Stadttheater Lübeck. Laut Melderegister der Stadt Darmstadt haben Karl Löwenberg und die Schauspielerin Hildegard (Hilde) Stefanie Paula Freiin von Zedtwitz (* am 29. Oktober 1899 in Ungarn – † 29. Januar 1988 in Tegucigalpa) am 11. Juni 1925 in Lübeck geheiratet.
Es folgte ein Engagement als Spielleiter am Landestheater Darmstadt (Spielzeit 1925/1926). In Darmstadt wurde der einzige Sohn des Paares, Wolfgang Georg Johann geboren (* 31. Januar 1926 in Darmstadt – † 11. Februar 1998 in Tegucigalpa). Im Zeitraum 1926/1928 hielt sich die Familie Löwenberg in Stuttgart auf, über die Tätigkeit in dieser Zeit ist nichts bekannt. In der Spielzeit 1928/1930 war Löwenberg am Theater Erfurt tätig.
Für den Zeitraum von 1930 bis 1933 liefert das Biographische Handbuch der deutschsprachigen Emigration nach 1933 keine präzisen Angaben. Im Anschluss an Löwenbergs Engagement in Erfurt heißt es: „daneben auch Berlin u. Frankfurt a. M. (Deutsches Schauspielhaus, dort Assistent → Alwin Kronachers“). Kronacher war 1929 zum Intendanten des Schauspiels Frankfurt berufen worden. Albert Richard Mohr schrieb in Bezug auf die Frankfurter Römerberg-Festspiele von 1932: „Wie aus der Presse hervorgeht, hatten Intendant Alwin Kronacher und sein Assistent Karl Löwenberg, verantwortlich für die Massenszenen, mit der zweiten Inszenierung auf dem Römerberg durchschlagenden Erfolg.“

## Gastregisseur beimKulturbund Deutscher Judenab 1933
Im Juni 1933 wurde in Berlin der Kulturbund Deutscher Juden „als Gegenreaktion auf den Ausschluss der Künstler und Intellektuellen mit jüdischen Wurzeln aus dem staatlichen deutschen Kulturleben“ gegründet. Ziel war es, den ausgegrenzten jüdischen Kulturschaffenden eine Auftrittsmöglichkeit zu bieten und dem jüdischen Publikum die Teilhabe am kulturellen Leben zu ermöglichen. Den Verantwortlichen des Kulturbundes gelang es in kürzester Zeit, eine effiziente Organisation aufzubauen und ein anspruchsvolles Programm zusammenzustellen. Bereits am 1. Oktober 1933 fand unter der Regie von Löwenberg im voll besetzten Berliner Theater die Premiere von Gotthold Ephraim Lessings Schauspiel Nathan der Weise statt. Die Jüdische Rundschau schrieb: „Der Regisseur Dr. Karl Löwenberg hat die jüdische Note, die früher häufig zu kurz kam, unterstrichen. Man hat dabei freilich manche überlieferte Vorstellung von Nathans Wesen aufgeben müssen.“ Die CV-Zeitung schrieb hingegen: „Woher aber kam der Regieeinfall, an den Schluß des Ganzen einen wuchtigen, tragischen Akzent zu setzen? Warum läßt der Regisseur Nathan, nachdem der Familienring im Hause Saladins geschlossen ist, in die Einsamkeit wanken, wie ein Zusammengebrochener, so daß man das Schlimmste für ihn befürchten muß? Sollte diese Nuance wirklich dem Lebensgefühl des weisen Nathans, seiner heiteren, fest in Gott ruhenden Resignation entsprechen, die er sich unter den furchtbarsten Schicksalsschlägen bewahrt hat?“
Das Stück wurde im Oktober 1933 insgesamt zehn Mal in Berlin aufgeführt und ging dann auf Tournee. Im November 1933 fanden zwei Aufführungen im Komödienhaus in Dresden statt; es folgten (vermutlich in den ersten Monaten des Jahres 1934) zwei Aufführungen im Neuen Theater in Frankfurt am Main und weiteren in Breslau und Gleiwitz. Im Februar 1934 wurde das Werk erneut zweimal in Berlin aufgeführt.

## Emigration nach Italien und Ecuador

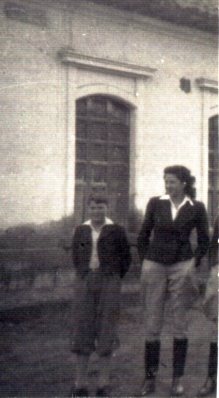
Hilde Löwenberg und Sohn Wolfgang um 1939/1940 in Ecuador

1934 emigrierte Löwenberg mit seiner Familie nach Italien, wo sich bereits seine Schwester Alice mit ihrer Tochter aufhielt. Indirekt gibt es einen Hinweis darauf, dass Karl Löwenberg Alice Jacobi bei der Gründung ihrer Schule am Gardasee in Gardone Riviera unterstützte. Der Hamburger Pädagoge Fritz C. Neumann, der unter den Nationalsozialisten Berufsverbot hatte, berichtete in seinen Memoirs davon, dass ihn Anfang 1935 ein Brief aus Italien erreicht habe. Ein ihm unbekannter „Herr Löwenberg“ ließ ihn darin wissen, dass seine Schwester Alice Jacobi plane, in Gardone Riviera ein Internat für jüdische Kinder aus Deutschland zu eröffnen. Für eine Stelle dort sei er, Fritz C. Neumann, von dem inzwischen in der Schweiz lebenden Paul Geheeb vorgeschlagen worden. Weitere Belege über Löwenbergs Aktivitäten in Italien sind nicht bekannt.
Nach dem 1938 in Italien verabschiedeten Rassengesetz war absehbar, dass ein Aufenthalt für die Familie Löwenberg nur noch übergangsweise möglich war. Alice starb im September 1938, Löwenberg reiste 1939 mit seiner Familie und seiner Nichte aus Italien aus.
Im März 1939 traf Löwenberg in Ecuador ein.  Trotz der relativ geringen Zahl an Emigranten pflegten diese in Quito ein reichhaltiges Vereinswesen, das religiöse Gruppierungen ebenso umfasste wie weltlich-politische. Nach Kreuter bildete die Jüdische Gemeinde die größte Gruppe unter den Flüchtlingen.
Im Spannungsfeld zwischen den religiösen und politischen Emigrantenmillieus bewegte sich auch Löwenberg. Er war seit 1943 Mitglied des Movimiento, dessen Kulturabteilung von Alfred Graf geführt wurde, aber einen ersten Vortrag über seine Absicht, in Quito ein Theater zu gründen, hielt er bereits am 6. August 1942 als Veranstaltung der Beneficencia. Nach Maria-Luise Kreuter waren Löwenberg und sein Theater „ein kulturelles Bindeglied zwischen verschiedenen Immigrantengruppen […]. Hier spielten nicht nur Deutsche mit, und Akteure wie Zuschauer kamen sozusagen aus zwei ›Lagern‹, dem der Jüdischen Gemeinde und dem der politischen Vereinigungen.“

## Deutschsprachiges Emigrantentheater in Ecuador
Karl Löwenberg entwickelte in Ecuador Theater-Aktivitäten, die 1943 mit der Aufführung eines Einakters von Hugo von Hofmannsthal durch die Gruppe Das Spiel begannen. Die drei Rollen in dem Stück von Hofmannsthal spielten Hildegard Löwenberg, Huberta Reuscher-Heimann und Karl Löwenberg; in dem Schnitzler-Stück traten ausschließlich Laienschauspieler auf. Parallel dazu fand offenbar hinter den Kulissen ein Umstrukturierungs- und Klärungsprozess statt, aus dem ein neues Theater unter der Bezeichnung Kammerspiele Quito. Freies Unabhängiges Theater hervorging. Ab 1946 führte die Theatergruppe Stücke in spanischer Sprache auf und nannte sich in Teatro de Camara um.

## Hamburg

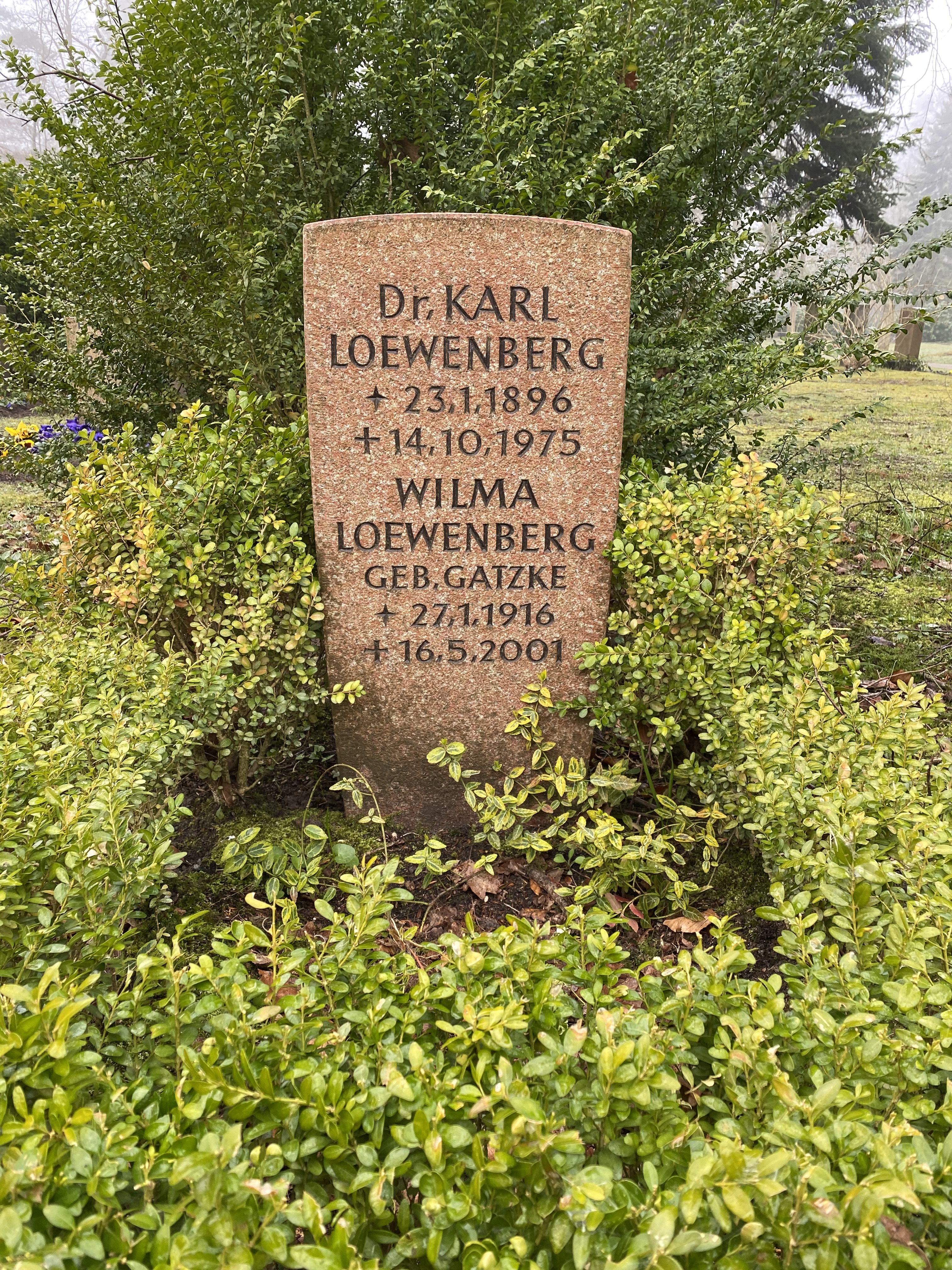
Grabstätte auf dem Friedhof Ohlsdorf im Planquadrat Bl 61

Löwenbergs Bemühungen um ein „modernes Theater im europäischen Stil in Quito“ blieb kein langfristiger Erfolg beschieden. Die Ehe mit Hilde Löwenberg wurde geschieden. Nach der Trennung übersiedelte Hilde Löwenberg zusammen mit dem gemeinsamen Sohn Georg Wolfgang nach Honduras, wo sie auch starb und wo heute zahlreiche Nachkommen der Familie Löwenberg leben. Sowohl für den Grund für Löwenbergs Weggang aus Ecuador als auch über sein Wirken in Hamburg ist nichts bekannt. Kreuter stützt sich bei ihren Ausführungen über das Teatro de Camara auf dessen Spielpläne bis zum Jahre 1956, was nahelegt, dass sich Karl Löwenberg zu dieser Zeit auch noch in Ecuador aufgehalten hat.
Karl Löwenberg heiratete am 19. Februar 1969 Wilma Elma Anna Gatzke (1916–2001). Er
verstarb 79-jährig und wurde auf dem Friedhof Ohlsdorf beigesetzt. Die Grabstätte liegt nordwestlich von Kapelle 12.